# Liptovská Sielnica
Liptovská Sielnica (Hongaars: Szielnic) is een Slowaakse gemeente in de regio Žilina, en maakt deel uit van het district Liptovský Mikuláš.
Liptovská Sielnica telt 631 inwoners.